# Caenis srinagari
Caenis srinagari is een haft uit de familie Caenidae. De wetenschappelijke naam van de soort is voor het eerst geldig gepubliceerd in 1939 door Traver.
De soort komt voor in het Oriëntaals gebied.